# Ortalis cinereiceps

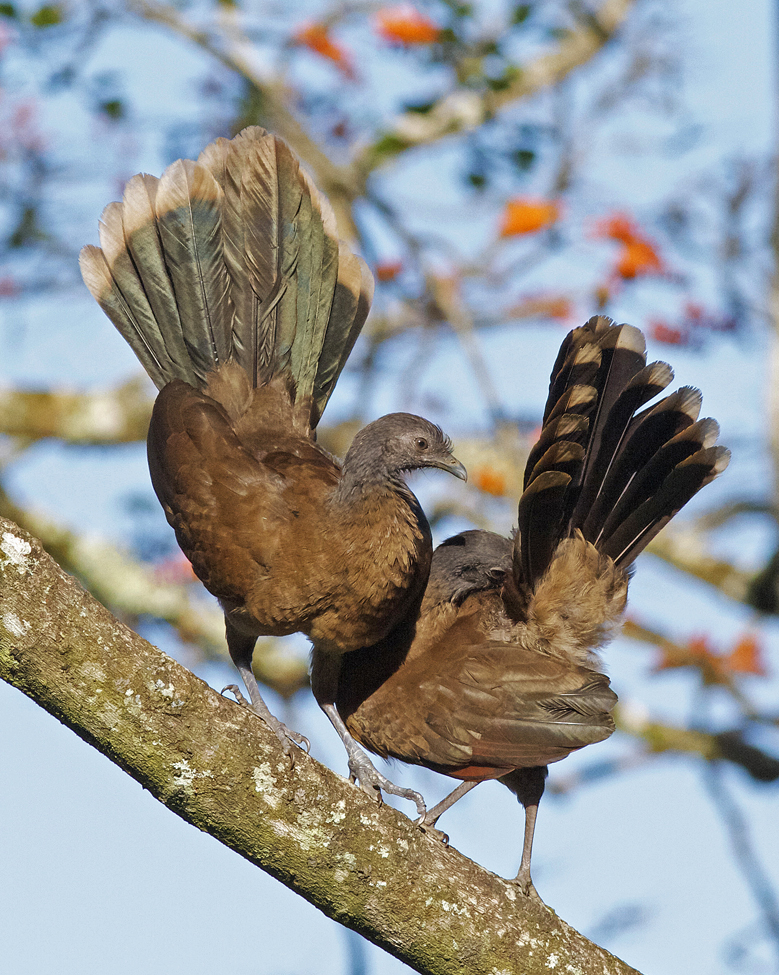
Due Ciacialaca testagrigia in esibizione (Costa Rica)

La ciacialaca testa grigia (Ortalis cinereiceps J.E. Gray) è un uccello galliforme della famiglia dei Cracidi. Nidifica nelle pianure dall'Honduras orientale alla Colombia nordoccidentale (dal Chocó meridionale all'Atrato) fino a 1.100 m di altitudine.
La ciacialaca testagrigia è una specie arboricola, che vive in boschetti con alberi emergenti. Costruisce un nido ampio e poco profondo con ramoscelli e rampicanti, situato a 1-3 metri su un albero, spesso parzialmente schermato da piante rampicanti. La femmina depone tre o quattro grandi uova bianche dal guscio ruvido, che cova da sola.
È un uccello di taglia media, simile nell'aspetto generale ai tacchini. Misura tipicamente 51 cm di lunghezza e pesa circa 500 g. Ha un piumaggio abbastanza opaco, marrone scuro sul dorso e più chiaro sul ventre. La testa è grigio scuro e la coda nerastra ha la punta di un grigio-marrone chiaro. Le penne remiganti primarie sono rossicce.
Può essere scambiato per il Ciacialaca disadorno, O. vetula, che ha una popolazione isolata che si sovrappone nel nord della Costa Rica all'areale di O. cinereiceps, ma il primo è più grande, ha le parti inferiori più rossicce, ha la punta della coda bianca e manca di rosso nelle ali.
È un uccello sociale, spesso visto in gruppi familiari di 6-12 individui. Spesso viene osservato mentre si sposta sui rami in cerca di frutti e bacche di cui si nutre, oppure mentre vola alternando battiti d'ali e planate.